# Saint-Tricat
Saint-Tricat est une commune française située dans le département du Pas-de-Calais en région Hauts-de-France. Ses habitants sont appelés les Merkenesiens. La commune est membre de la communauté d'agglomération Grand Calais Terres et Mers.

## Géographie

### Localisation
Localisée dans le nord-ouest du département du Pas-de-Calais, Saint-Tricat est une commune rurale située, à vol d'oiseau, à 7 km au sud de la commune de Calais (aire d'attraction et chef-lieu d'arrondissement).
Le territoire de la commune est limitrophe de ceux de quatre communes.
Les communes limitrophes sont Nielles-lès-Calais, Bonningues-lès-Calais, Hames-Boucres et Pihen-lès-Guînes.

### Géologie et relief
La superficie de la commune est de 7,35 km2 ; son altitude varie de 1  à   63 mètres.

### Hydrographie
La commune, située dans le bassin Artois-Picardie, est, selon le Service d'administration nationale des données et référentiels sur l'eau (Sandre), drainée par plusieurs trois d'eau :
- la rivière d'Hames-Boucres, d'une longueur de 9,52 km, qui prend sa source dans la commune de Guînes et termine sa course dans la commune de Coquelles[4].
- le watergang du Centre, d'une longueur de 5,79 km, qui prend sa source au niveau de la commune et se jette dans le canal des Pierrettes au niveau de la commune de Calais[5] ;
- le ruisseau Saint-Tricat, d'une longueur de 2,52 km, qui prend sa source dans la commune et se jette dans la rivière d'Hames-Boucres au niveau de la commune d’Hames-Boucres[6].

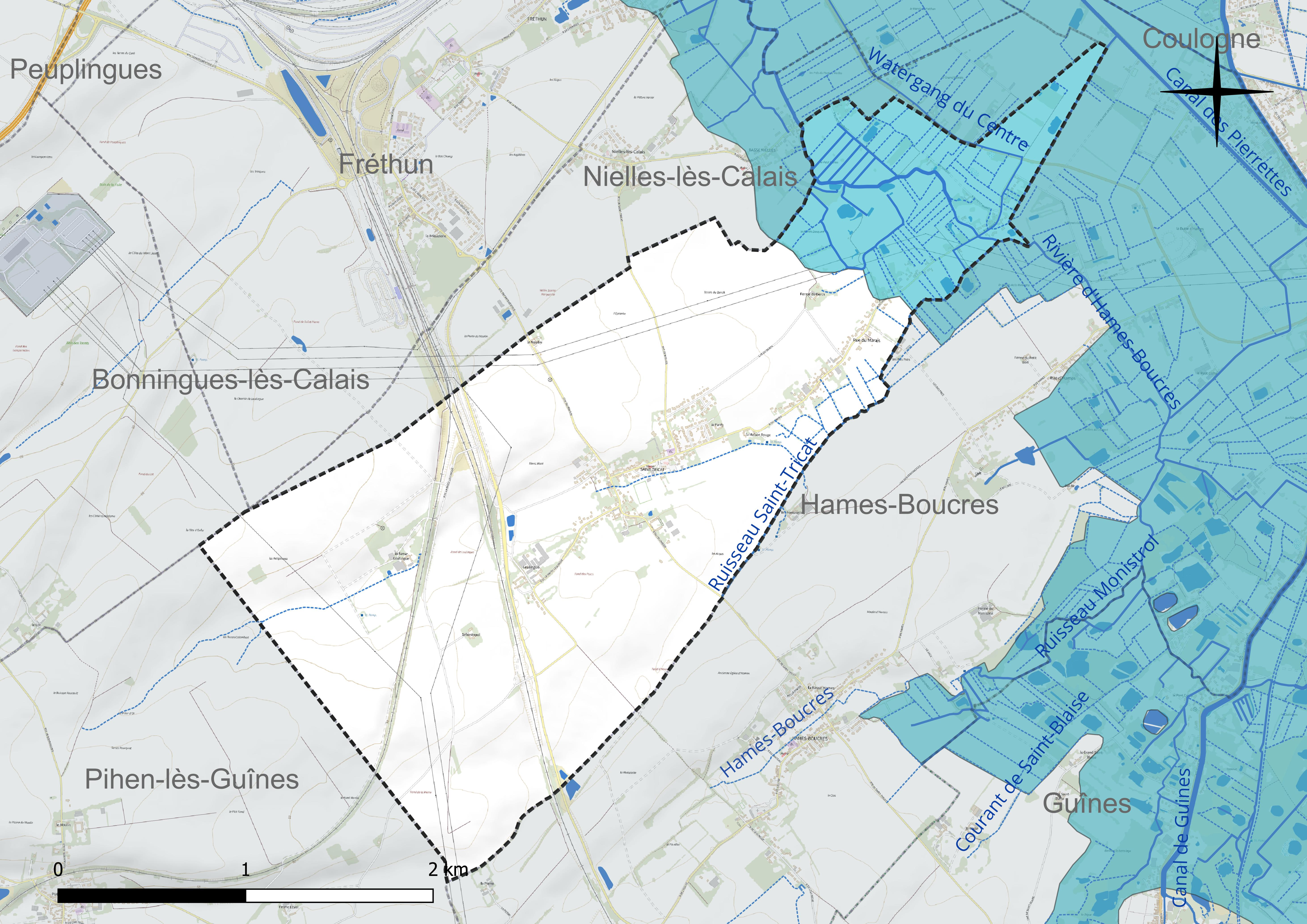
Réseau hydrographique de Saint-Tricat.

### Climat
Pour des articles plus généraux, voir Climat des Hauts-de-France et Climat du Nord-Pas-de-Calais.
En 2010, le climat de la commune est de type climat océanique altéré, selon une étude du Centre national de la recherche scientifique (CNRS) s'appuyant sur une série de données couvrant la période 1971-2000. En 2020, Météo-France publie une typologie des climats de la France métropolitaine dans laquelle la commune est exposée à un climat océanique et est dans la région climatique Côtes de la Manche orientale, caractérisée par un faible ensoleillement (1 550 h/an) ; forte humidité de l’air (plus de 20 h/jour avec humidité relative > 80 % en hiver), vents forts fréquents.
Pour la période 1971-2000, la température annuelle moyenne est de 10,7 °C, avec une amplitude thermique annuelle de 12,5 °C. Le cumul annuel moyen de précipitations est de 815 mm, avec 12,3 jours de précipitations en janvier et 7,8 jours en juillet. Pour la période 1991-2020, la température moyenne annuelle observée sur la station météorologique la plus proche, située sur la commune de Marck à 10 km à vol d'oiseau, est de 11,0 °C et le cumul annuel moyen de précipitations est de 737,1 mm,. Pour l'avenir, les paramètres climatiques de la commune estimés pour 2050 selon différents scénarios d'émission de gaz à effet de serre sont consultables sur un site dédié publié par Météo-France en novembre 2022.

### Paysages
Pour un article plus général, voir Paysage en France.
La commune s'inscrit dans les « paysages des coteaux calaisiens et du pays de Licques » tels qu'ils sont définis dans l'atlas de paysages de la région Nord-Pas-de-Calais, conçu par la direction régionale de l'Environnement, de l'Aménagement et du Logement (DREAL),.
Ces « paysages des coteaux calaisiens et du pays de Licques » concernent 56 communes du Pas-de-Calais. Ces paysages s'étendent sur environ 30 km de long (est-ouest) et 15 km de large (nord-sud) et présentent deux sous-ensembles : les coteaux calaisiens au nord et le pays de Licques au sud. Les altitudes de ces paysages varient de 206 m dans le Pays de Licques, à 120 m dans l’ouest des coteaux Calaisiens, près de Guînes, et à 10 m dans l'est, près d'Audruicq.
Ces paysages recouvrent trois entités écopaysagères : les collines guînoises qui constituent le rebord septentrional de l'Artois, l'entité de Bredenarde qui appartient à la plaine maritime flamande, et la cuvette de Licques. Ils sont constitués de 59,70 % de cultures, de 17,30 % de forêts, de 15,11 % de prairies naturelles, permanentes, de 7,45 % d'espaces artificialisés, avec les quatre principales communes que sont Audruicq, Ardres, Guînes et Licques, de 0,27 % d'industries, et de 0,18 % de cours d'eau et plan d'eau.
Les éléments structurants de ces paysages sont la LGV Nord et l'A26, la rivière la Hem qui coule du sud vers le nord-est, les escarpements sur les coteaux du Calaisis et autour du pays de Licques et, d'ouest en est, les différents boisements comme la forêt de Guînes, le bois de l'Abbaye, la forêt de Tournehem et une partie de la forêt d'Éperlecques.

### Milieux naturels et biodiversité
L’Inventaire national du patrimoine naturel (INPN) recense plusieurs espèces faunistiques et floristiques sur le territoire de la commune dont certaines sont protégées et d’autres menacées et quasi-menacées.

## Urbanisme

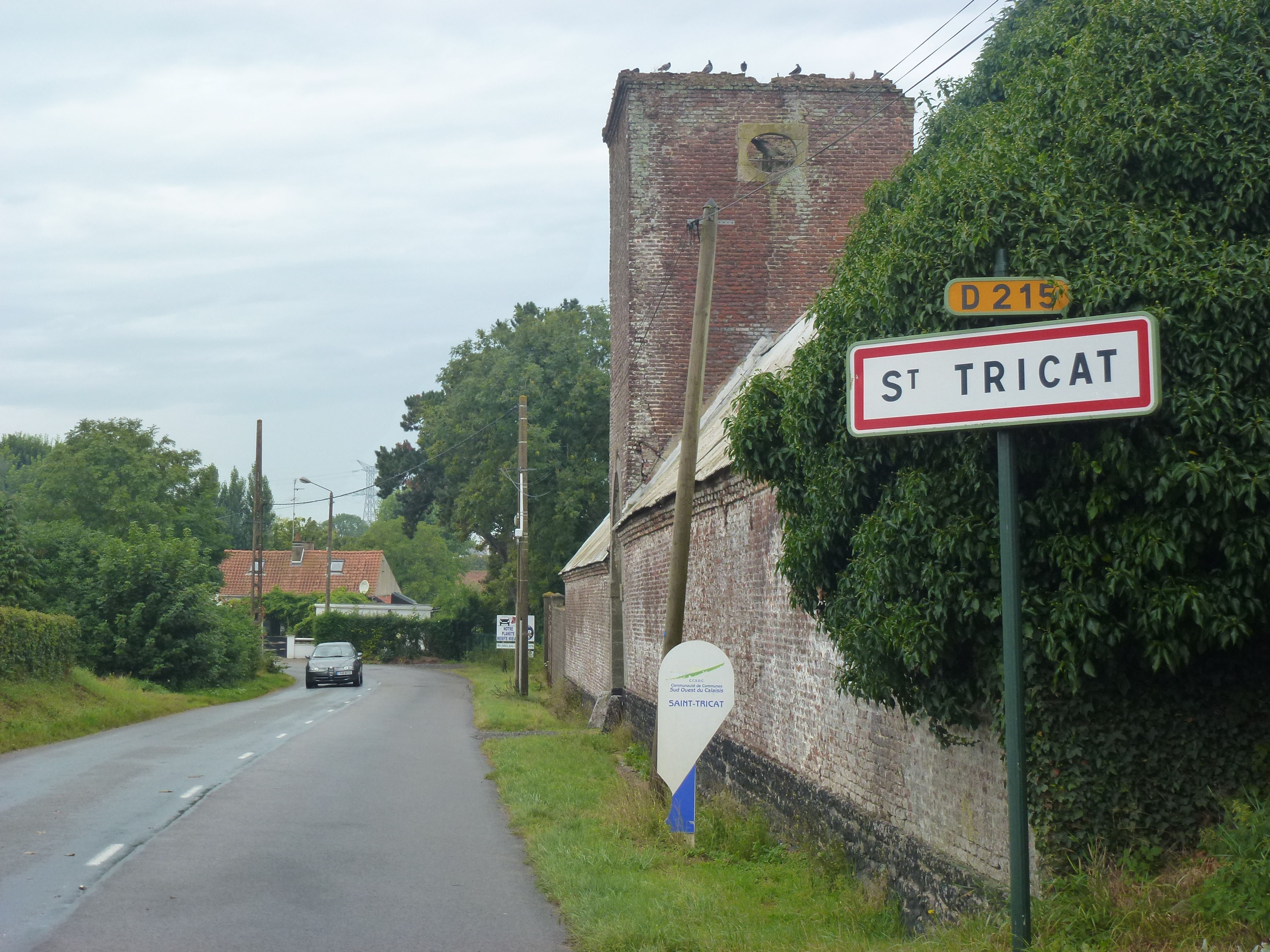
Une entrée de la commune.

### Typologie
Au 1er janvier 2024, Saint-Tricat est catégorisée commune rurale à habitat dispersé, selon la nouvelle grille communale de densité à sept niveaux définie par l'Insee en 2022.
Elle est située hors unité urbaine. Par ailleurs la commune fait partie de l'aire d'attraction de Calais, dont elle est une commune de la couronne,. Cette aire, qui regroupe 45 communes, est catégorisée dans les aires de 50 000 à moins de 200 000 habitants,.

### Occupation des sols
L'occupation des sols de la commune, telle qu'elle ressort de la base de données européenne d’occupation biophysique des sols Corine Land Cover (CLC), est marquée par l'importance des territoires agricoles (96,4 % en 2018), en diminution par rapport à 1990 (100 %). La répartition détaillée en 2018 est la suivante : 
terres arables (77,5 %), zones agricoles hétérogènes (18,9 %), zones urbanisées (3,6 %). L'évolution de l’occupation des sols de la commune et de ses infrastructures peut être observée sur les différentes représentations cartographiques du territoire : la carte de Cassini (XVIIIe siècle), la carte d'état-major (1820-1866) et les cartes ou photos aériennes de l'IGN pour la période actuelle (1950 à aujourd'hui).

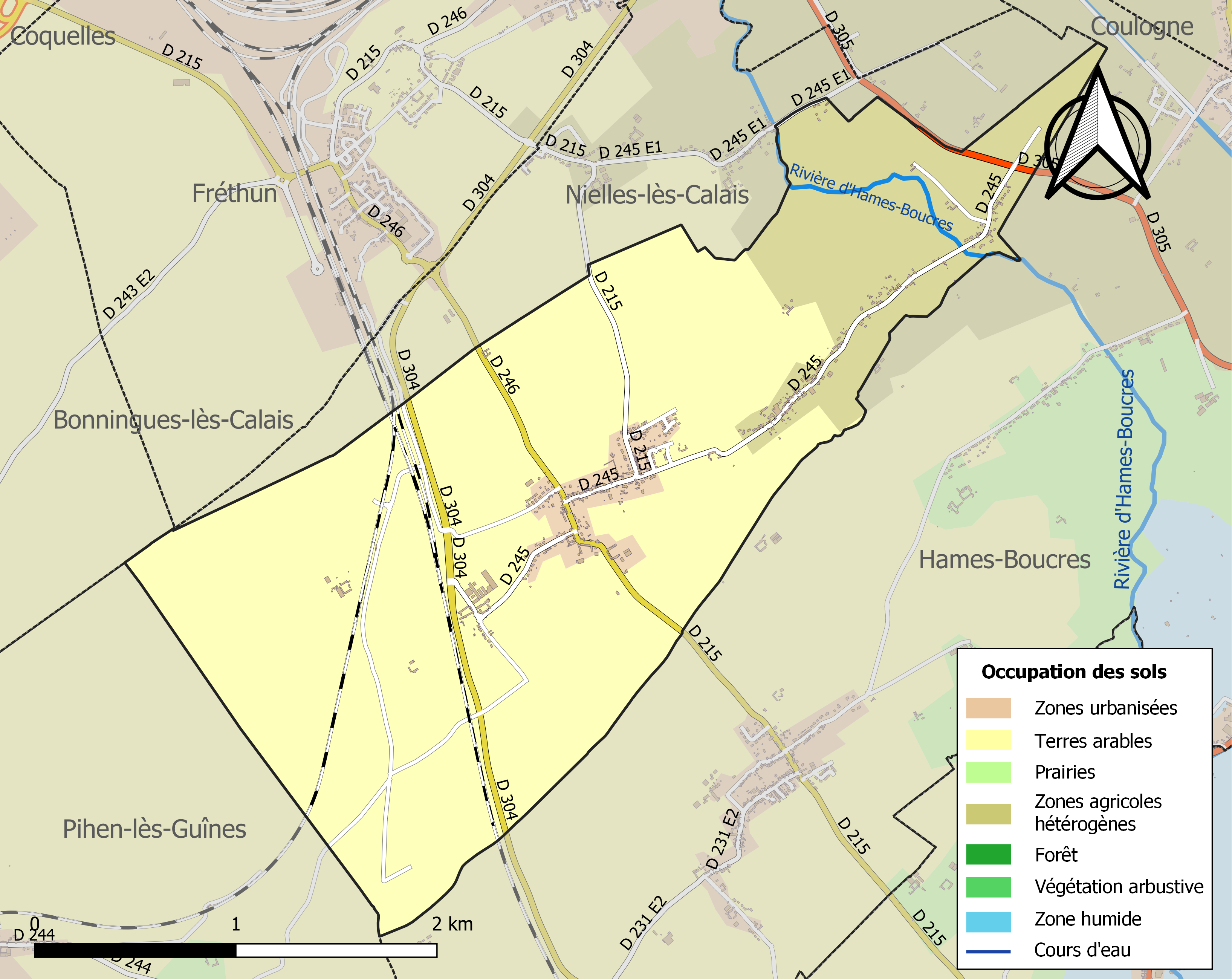
Carte des infrastructures et de l'occupation des sols de la commune en 2018 (CLC).

### Voies de communication et transports

#### Transports
La commune est desservie par la ligne 6 du réseau Imag'in.

### Risques naturels et technologiques

#### Risque inondation
À la suite du passage des tempêtes Ciarán, Domingos et Elisa et des inondations et coulées de boue qui se sont produites, la commune est reconnue, par arrêté du 14 novembre 2023, en état de catastrophe naturelle pour inondations et coulées de boue sur la période du 2 au 12 novembre 2023, comme 179 autres communes du département.

## Toponymie
Le nom de la localité est attesté sous les formes Martnes ou Marcnes, Marchenes, Marcnes, Marhnes et Markanes (1084) ; Marknes en 1170 ; Marchenes en 1199 ; Marchnes en 1203 ; Markenes en 1255 ; Markene en 1261 ; Merkenes en 1307 ; Saint-Nichas, Saint-Nicase, Sentrecase, Sancte-Nicase et Saint-Tricase en 1556 ; Markenes en 1558 Sainct-Tricaz en 1567 ; Sanctus Tricasius seu Nicasius en 1577 ; Saint Tricartz en 1583 ; Hartincourt au XVIe siècle ; Saint Tricat en 1793 et  Saint-Tricat depuis 1801.
Saint-Tricat est un  hagiotoponyme qui doit son nom actuel, par déformation, à saint Nicaise, martyr au IIIe siècle, à qui est dédiée l'église.
Sinterkaas en flamand.
Avant de s'appeler Saint-Tricat, à la reprise du village aux Anglais en 1558, la commune s'appelait Markenes ou Markène, expliquant le gentilé de Merkenesiens encore donné aujourd'hui aux habitants de la commune.

## Histoire
Saint-Tricat faisait partie des paroisses proches de Calais occupées par les Anglais depuis le 4 août 1347, date à laquelle ceux-ci ont pris Calais. Elle est restée anglaise pendant 150 ans jusqu'à janvier 1558, date à laquelle les Français reprennent Calais (siège de Calais (1558)).
D'après l'historien français Auguste de Loisne : « Saint-Tricat, en 1789, faisait partie du Pays-Reconquis, ressort de la justice royale de Calais, et suivait la coutume d'Amiens. Son église paroissiale, diocèse de Boulogne, doyenné de Guînes, était consacrée à saint Nicaise ; l’évêque de Boulogne présentait à la cure. »
Pendant la Première Guerre mondiale, Guînes est le siège, en 1917-1918, d'un commandement d'étapes, c'est-à-dire un élément de l'armée organisant le stationnement de troupes, comprenant souvent des chevaux, pendant un temps plus ou moins long, sur les communes dépendant du commandement, en arrière du front. Saint-Tricat en dépend et a, à ce titre, accueilli des troupes sur la commune.

## Politique et administration

### Découpage territorial
La commune se trouve dans l'arrondissement de Calais du département du Pas-de-Calais.

#### Commune et intercommunalités
La commune est membre de la communauté d'agglomération Grand Calais Terres et Mers qui regroupe 14 communes et totalise 98 828 habitants en 2021.

#### Circonscriptions administratives
La commune est rattachée au canton de Calais-1.

#### Circonscriptions électorales
Pour l'élection des députés, la commune fait partie de la septième circonscription du Pas-de-Calais.

### Élections municipales et communautaires

#### Liste des maires
| Période                                  | Période                        | Identité           | Étiquette | Qualité                                      |
| ---------------------------------------- | ------------------------------ | ------------------ | --------- | -------------------------------------------- |
| Les données manquantes sont à compléter. |                                |                    |           |                                              |
| 1989                                     | 2014                           | Patrice Calais     |           |                                              |
| 2014                                     | Octobre 2022 Mort en fonction  | François Le Gall   |           | Ancien cadre Réélu pour le mandat 2020-2026, |
| Décembre 2022                            | En cours (au 22 décembre 2022) | Sébastien Castelle |           | Directeur de magasin                         |

## Population et société

### Démographie
Les habitants sont appelés les Merkenesiens.

#### Évolution démographique
L'évolution du nombre d'habitants est connue à travers les recensements de la population effectués dans la commune depuis 1793. Pour les communes de moins de 10 000 habitants, une enquête de recensement portant sur toute la population est réalisée tous les cinq ans, les populations de référence des années intermédiaires étant quant à elles estimées par interpolation ou extrapolation. Pour la commune, le premier recensement exhaustif entrant dans le cadre du nouveau dispositif a été réalisé en 2006.

En 2022, la commune comptait 775 habitants, en évolution de +1,71 % par rapport à 2016 (Pas-de-Calais : −0,72 %, France hors Mayotte : +2,11 %).
| 1793 | 1800 | 1806 | 1821 | 1831 | 1836 | 1841 | 1846 | 1851 |
| ---- | ---- | ---- | ---- | ---- | ---- | ---- | ---- | ---- |
| 245  | 285  | 277  | 356  | 357  | 388  | 400  | 419  | 403  |

| 1856 | 1861 | 1866 | 1872 | 1876 | 1881 | 1886 | 1891 | 1896 |
| ---- | ---- | ---- | ---- | ---- | ---- | ---- | ---- | ---- |
| 402  | 376  | 351  | 327  | 342  | 344  | 352  | 370  | 358  |

| 1901 | 1906 | 1911 | 1921 | 1926 | 1931 | 1936 | 1946 | 1954 |
| ---- | ---- | ---- | ---- | ---- | ---- | ---- | ---- | ---- |
| 373  | 366  | 379  | 402  | 419  | 422  | 423  | 381  | 420  |

| 1962 | 1968 | 1975 | 1982 | 1990 | 1999 | 2006 | 2011 | 2016 |
| ---- | ---- | ---- | ---- | ---- | ---- | ---- | ---- | ---- |
| 461  | 478  | 457  | 531  | 556  | 614  | 647  | 674  | 762  |

| 2021 | 2022 | - | - | - | - | - | - | - |
| ---- | ---- | - | - | - | - | - | - | - |
| 770  | 775  | - | - | - | - | - | - | - |

#### Pyramide des âges
En 2018, le taux de personnes d'un âge inférieur à 30 ans s'élève à 37,9 %, soit au-dessus de la moyenne départementale (36,7 %). À l'inverse, le taux de personnes d'âge supérieur à 60 ans est de 20,4 % la même année, alors qu'il est de 24,9 % au niveau départemental.
En 2018, la commune comptait 386 hommes pour 371 femmes, soit un taux de 50,99 % d'hommes, largement supérieur au taux départemental (48,50 %).
Les pyramides des âges de la commune et du département s'établissent comme suit.
| Hommes | Classe d’âge | Femmes |
| ------ | ------------ | ------ |
| 0,3    | 90 ou +      | 0,6    |
| 2,7    | 75-89 ans    | 4,7    |
| 17,0   | 60-74 ans    | 15,6   |
| 19,4   | 45-59 ans    | 21,4   |
| 22,2   | 30-44 ans    | 20,3   |
| 16,7   | 15-29 ans    | 16,5   |
| 21,7   | 0-14 ans     | 20,9   |

| Hommes | Classe d’âge | Femmes |
| ------ | ------------ | ------ |
| 0,5    | 90 ou +      | 1,6    |
| 5,6    | 75-89 ans    | 8,9    |
| 16,7   | 60-74 ans    | 18,1   |
| 20,2   | 45-59 ans    | 19,2   |
| 18,9   | 30-44 ans    | 18,1   |
| 18,2   | 15-29 ans    | 16,2   |
| 19,9   | 0-14 ans     | 17,9   |

## Culture locale et patrimoine

### Lieux et monuments

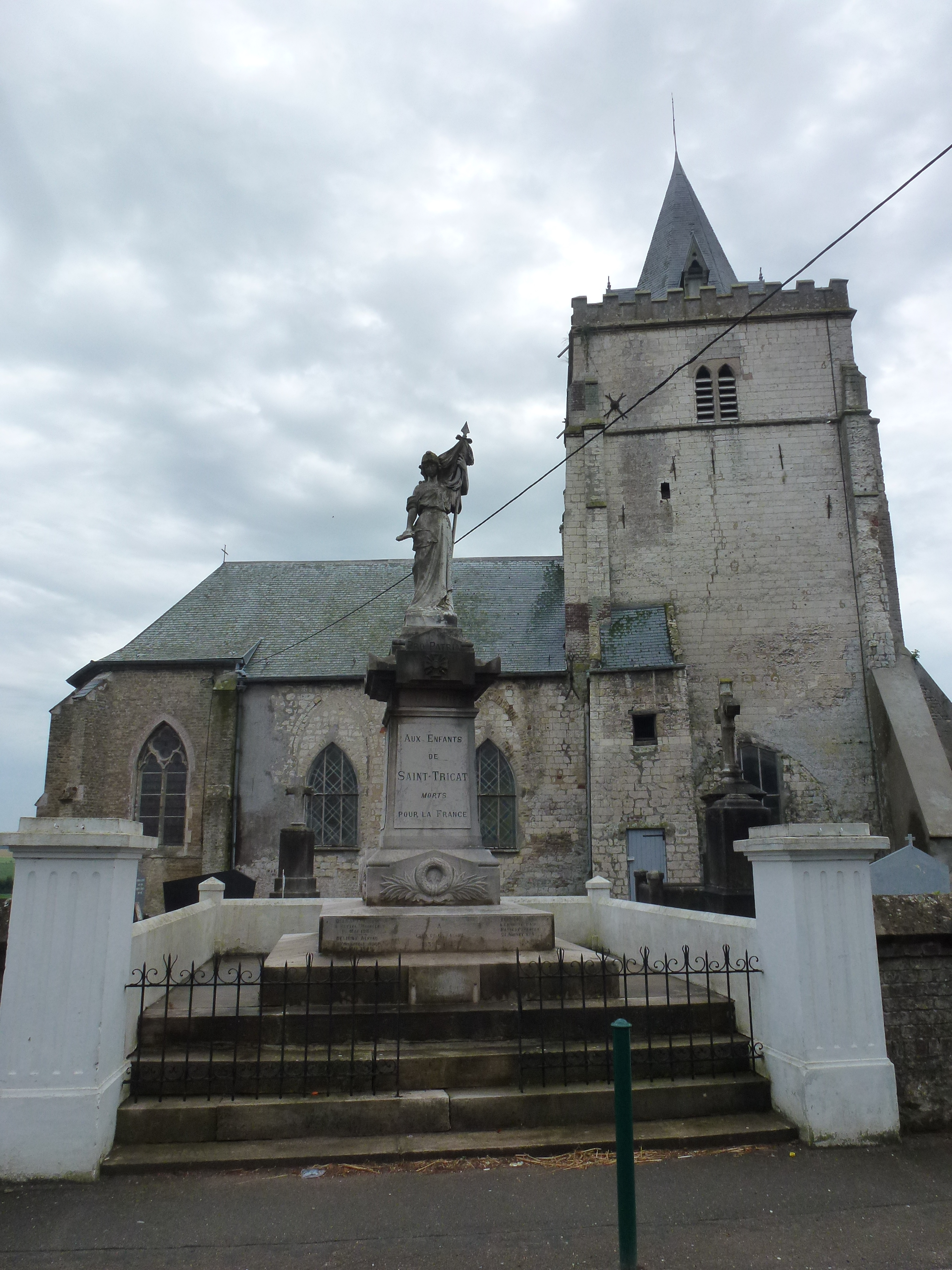
L'église Saint-Nicaise et le monument aux morts.

- L'église Saint-Nicaise.
- Le monument aux morts[33].

### Héraldique
| Blason de Saint-Tricat | Blason  | Fascé d'or et d'azur de huit pièces, au sautoir d'argent brochant et chargé en cœur d'une merlette de sable. |
| Blason de Saint-Tricat | Détails | Combinaison des armes de deux familles suzeraines du lieu : - les de Dixmude de Montbrun (le fascé et le sautoir, originellement de gueules, est passé d'argent) ; - les de Montlezun, originaires d'Armagnac, portaient « un lion et neuf corneilles, mais seul un oiseau a été conservé, qui est devenu merlette ». Blason proposé par les Archives départementales du Pas-de-Calais mais non adopté par la municipalité. |

## Pour approfondir

#### Bases de données, dictionnaires et encyclopédies
- Ressources relatives à la géographie :   - Insee (communes)
  - Ldh/EHESS/Cassini
- Ressource relative à plusieurs domaines :   - Annuaire du service public français
- Notices d'autorité :   - BnF (données)